# Ciò che l'occhio non vede
Ciò che l'occhio non vede è un film documentario del 1973, composto da otto episodi sulle olimpiadi di Monaco 1972 diretto da otto grandi registi: Miloš Forman, Kon Ichikawa, Claude Lelouch, Yuri Ozerov, Arthur Penn, Michael Pfleghar, John Schlesinger e Mai Zetterling. Il film ha vinto il Golden Globe per il miglior documentario.
Fu presentato fuori concorso al 26º Festival di Cannes.

## Trama
Gli otto episodi del film raccontano le gesta degli atleti protagonisti di quella edizione dei Giochi olimpici oppure si limitano a presentare le immagini commentate da sottofondi sinfonici e dalle musiche di Henry Mancini.

## Riconoscimenti
- Golden Globe 1974
  - miglior documentario